# Tessin (rivière)
 (août 2025).
Si vous disposez d'ouvrages ou d'articles de référence ou si vous connaissez des sites web de qualité traitant du thème abordé ici, merci de compléter l'article en donnant les références utiles à sa vérifiabilité et en les liant à la section « Notes et références ».
Pour les articles homonymes, voir Tessin.
Le Tessin (en italien : Ticino) est une rivière de la Suisse méridionale et de l'Italie septentrionale, affluent de la rive gauche du Pô.

## Étymologie
L'étymologie du nom latin : Tīcīnus, est inconnue, mais serait probablement d’origine celte. Quoi qu’il en soit, c’est cette rivière qui a donné son nom au canton homonyme.

## Géographie

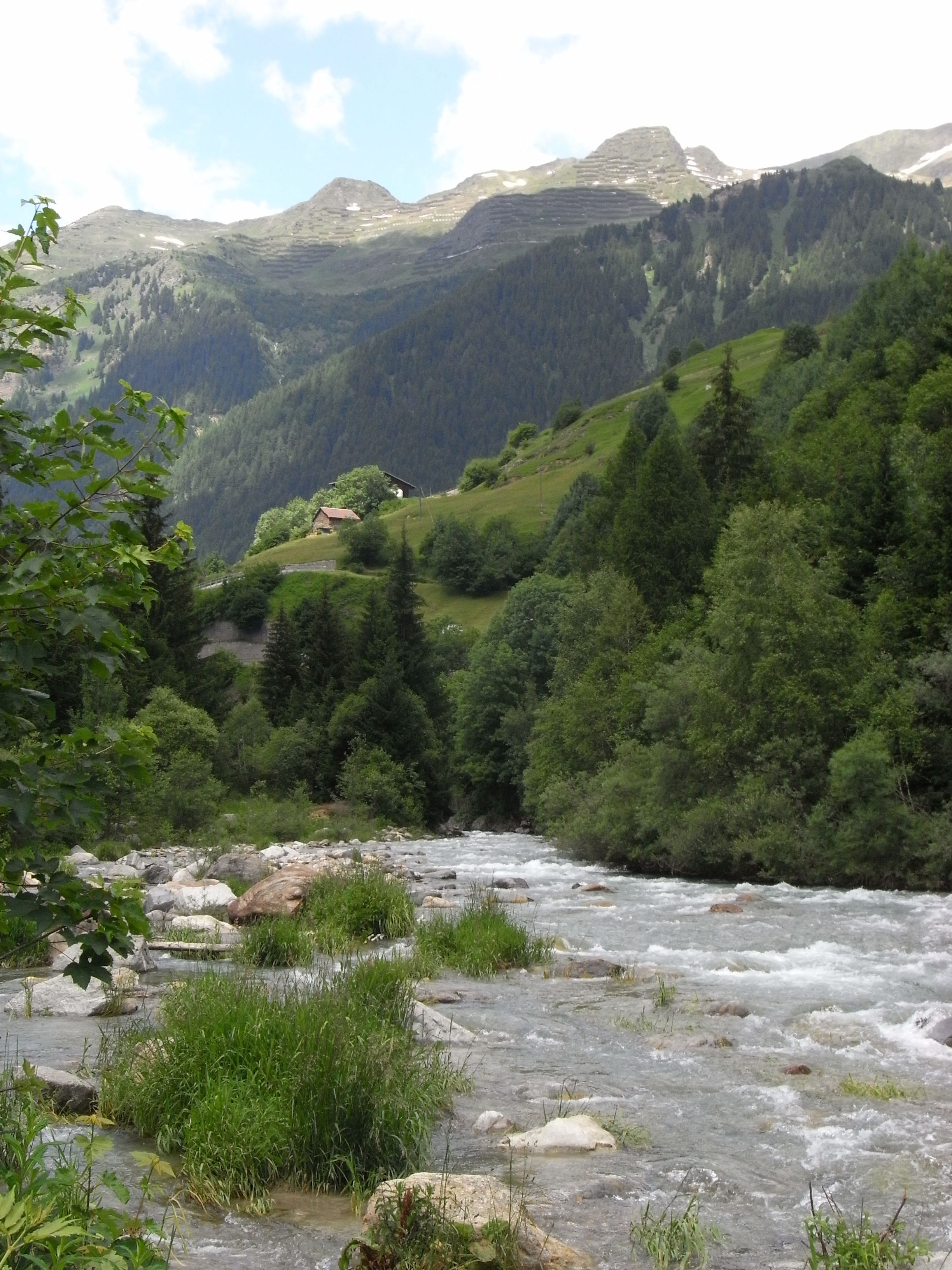
Le Tessin en Léventine.

Long de 280 km, le Tessin naît en Suisse au nord-est du col du Nufenen dans le massif du Saint-Gothard, à la frontière entre les cantons  du Valais et du Tessin, qui en a pris le nom. Il irrigue successivement le val Bedretto, la Léventine, la vallée de la Riviera et la plaine de Magadino avant de se jeter dans le lac Majeur. 
À la sortie du lac, entre Sesto Calende et Castelletto sopra Ticino, il commence son cours italien long de 110 km, traversant la plaine du Pô jusqu'à son confluent avec le Pô près du pont de la Becca. Il traverse les provinces de Varèse, Novare, Milan et Pavie, après avoir arrosé la ville de Pavie. Le dénivelé entre le lac Majeur et le Pô est de 130 m. 
L'île de Giornico est une île naturelle du Tessin, reliée au village tout proche de Giornico par deux ponts médiévaux.

## Hydrographie
Le bassin hydrographique du Tessin, qui inclut celui du lac Majeur, est de 6 598 km2, dont 3 369 km2 en territoire suisse et 3 229 km2 en territoire italien.
En Suisse, le Tessin est une importante source d'énergie électrique.
En territoire italien, il a une grande importance pour l'irrigation. Le canal Cavour est alimenté par ses eaux. Le réseau de canaux d'irrigation a été commencé dès le Moyen Âge. Il irrigue aujourd'hui environ 400 000 hectares dans les provinces de  Milan, Pavie, Novare et Verceil.
Le débit de la rivière varie fortement, entre un minimum de 30 m3/s et un maximum de plus de 900 m3/s au printemps et à l'automne. En outre, 80 % de l'eau est détournée pour alimenter canaux d'irrigation et dérivations. Le lit principal est cependant réalimenté naturellement au sud de Turbigo par des eaux de résurgence.
Dans son cours italien, le débit est régulé par le consortium du Tessin (Consorzio del Ticino), association qui regroupe tous les utilisateurs, agricoles et industriels, de ses eaux.
La régulation se fait grâce au barrage de la Miorina, situé 3 km en aval de la sortie du lac Majeur. Le consortium a la possibilité de faire varier la hauteur du plan d'eau du lac, dans une marge de - 0,50 m à + 1,00 m autour du zéro hydrométrique (qui se situe à 193,016 au-dessus du niveau de la mer), mesuré par l'hydromètre de Sesto Calende.
Au-delà du seuil de + 1,00 m, l'excédent des eaux s'écoule directement dans le Tessin par l'intermédiaire de la digue de Porto Torre (située en aval du barrage de la Miorina), qui a été calculée en fonction des plus fortes crues. 
En Suisse, le fleuve forme, à son embouchure dans le lac Majeur, les Bolle de Magadino, une zone naturelle protégée riche en flore et en faune typiques de la région. Le parcours italien du Tessin est entièrement protégé par deux parcs naturels qui forment ensemble le plus grand parc naturel fluvial d'Europe. Il s'agit :
- du parc lombard de la vallée du Tessin (Parco Lombardo della Valle del Ticino), créé en 1974, il couvre 91 140 hectares, dont 21 740 urbanisés (à proximité de l'agglomération de Milan) et où l'action du parc est très limitée ;
- du parc piémontais de la vallée du Tessin (Parco piemontese della valle del Ticino), créé en 1978, il couvre 6 250 ha formant une bande étroite le long de la rive droite de la rivière en territoire piémontais.

## Affluents et défluents du Tessin

### Principaux affluents du Tessin supérieur (Suisse)
- Piumogna
- Brenno
- Morobbia
- Moesa

### Traversée du Lac Majeur
- Verzasca
- Maggia
- Tresa
- Toce

### Affluents du Tessin inférieur
- Lenza
- Strona
- Torrent Arno (dit aussi Arnetta)
- Canale Turbighetto
- Canale del Latte
- Canale Cavour
- Roggia Cerana (tronçon final de torrent Terdoppio novarese)
- Canal Scolmatore (recueille les eaux de crue du fleuve Seveso et Olona inférieure)
- Naviglio di Bereguardo
- Naviglio Pavese
- Canale Gravellone
- Roggia Vernavola

### Défluents du Tessin inférieur
Les défluents du Tessin inférieur sont les suivants :
- Canale Regina Elena (conflue dans le Canale Cavour) ;
- Canale Villoresi (conflue dans le fleuve Adda) ;
- Canale Industriale (conflue dans le Naviglio Grande et le Canale Turbighetto) ;
- Naviglio Grande (débouche dans le port de Milan, appelé « darsena ») ;
- Naviglio Langosco, canal d'irrigation de la campagne de Novare ;
- Naviglio Sforzesco, canal artificiel du XVe siècle, à usage d’irrigation puis hydroélectrique.

## Histoire

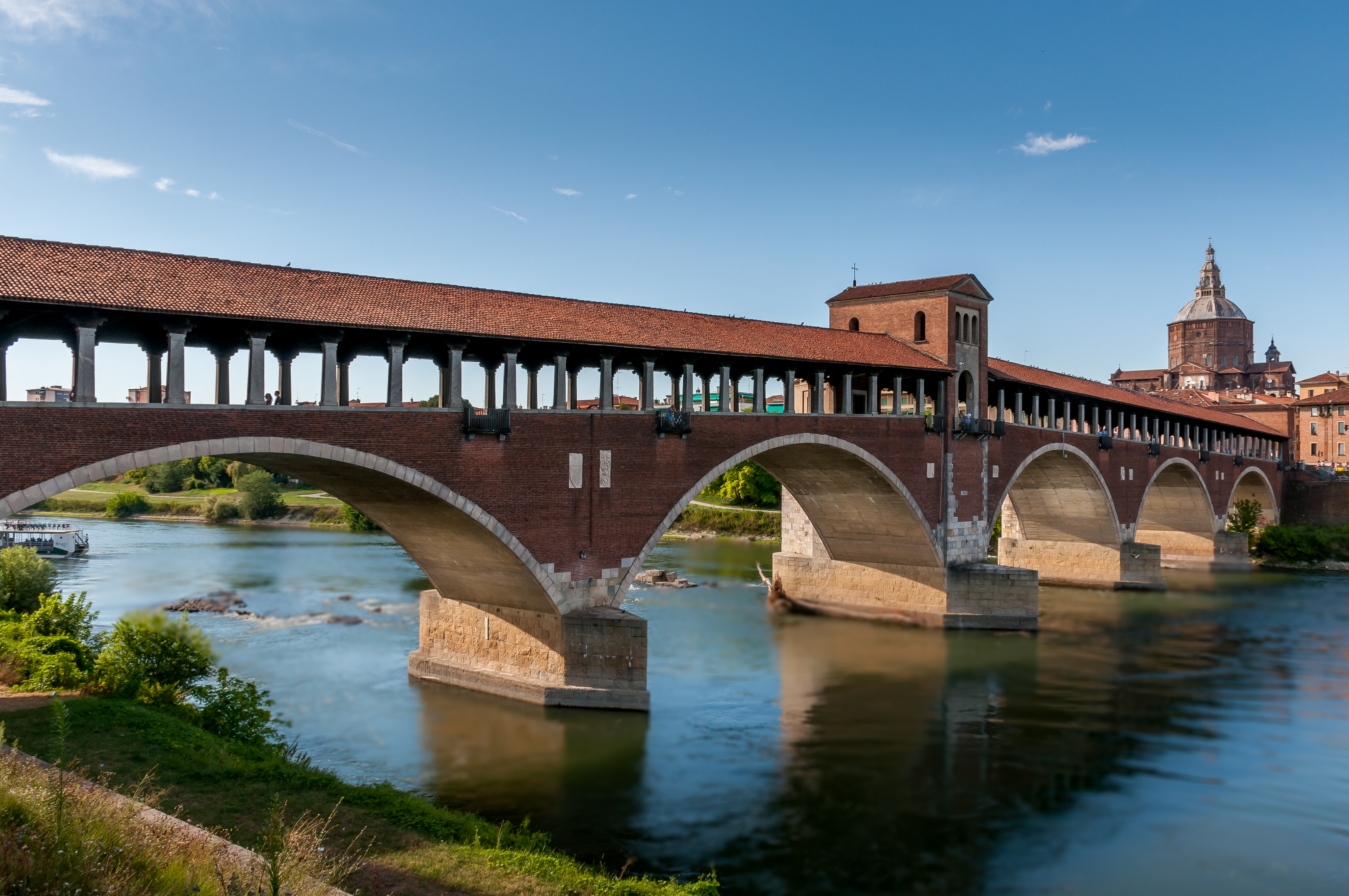
Le Tessin et le Ponte Coperto de Pavie.
Les rives du Tessin furent le théâtre d'une victoire d'Hannibal au cours de la deuxième guerre punique en 218 av. J.-C. (pont d'origine médiévale, reconstruit en 1950 après la destruction due aux bombardements de guerre).

Le légendaire chef gaulois Bellovesos aurait vaincu les Étrusques ici vers 600 av. Le Tessin a été le lieu de la bataille du Tessin, la première bataille de la deuxième guerre punique menée entre les forces carthaginoises d'Hannibal et les Romains sous Publius Cornelius Scipio en novembre 218 av. J.-C.. 
Au Moyen Âge, Pavie (d'abord capitale du royaume des Lombards puis du royaume d'Italie) est devenue, grâce aux eaux du Tessin, une plaque tournante fondamentale des communications et du commerce entre Venise et la vallée du Pô. De plus, toujours à Pavie, il y avait le seul pont en brique (ponte Coperto) qui, jusqu'au XIXe siècle, traversait le Tessin du lac Majeur au Pô.  
Un pont en bois a été construit par les Visconti à Vigevano au début du XIVe siècle, mais il a été incendié par la flotte de Pavie en 1315, reconstruit par Luchino Visconti, il a de nouveau été détruit par les Pavie en 1356 et jamais reconstruit.  
En 1848 du premier mouvement de l'armée piémontaise contre l'Autriche, qui signa le début du Risorgimento, première guerre d'indépendance italienne.[Quoi ?]